# Ludwigsburg
Ludwigsburg (in svevo Ludisburg) è una grande città circondariale della Germania con 94 157 abitanti, situata nel land del Baden-Württemberg. È il capoluogo del circondario omonimo e sorge a circa 17 km a nord di Stoccarda. Situata sulla riva sinistra del fiume Neckar, è famosa per i suoi castelli e giardini barocchi.

## Storia

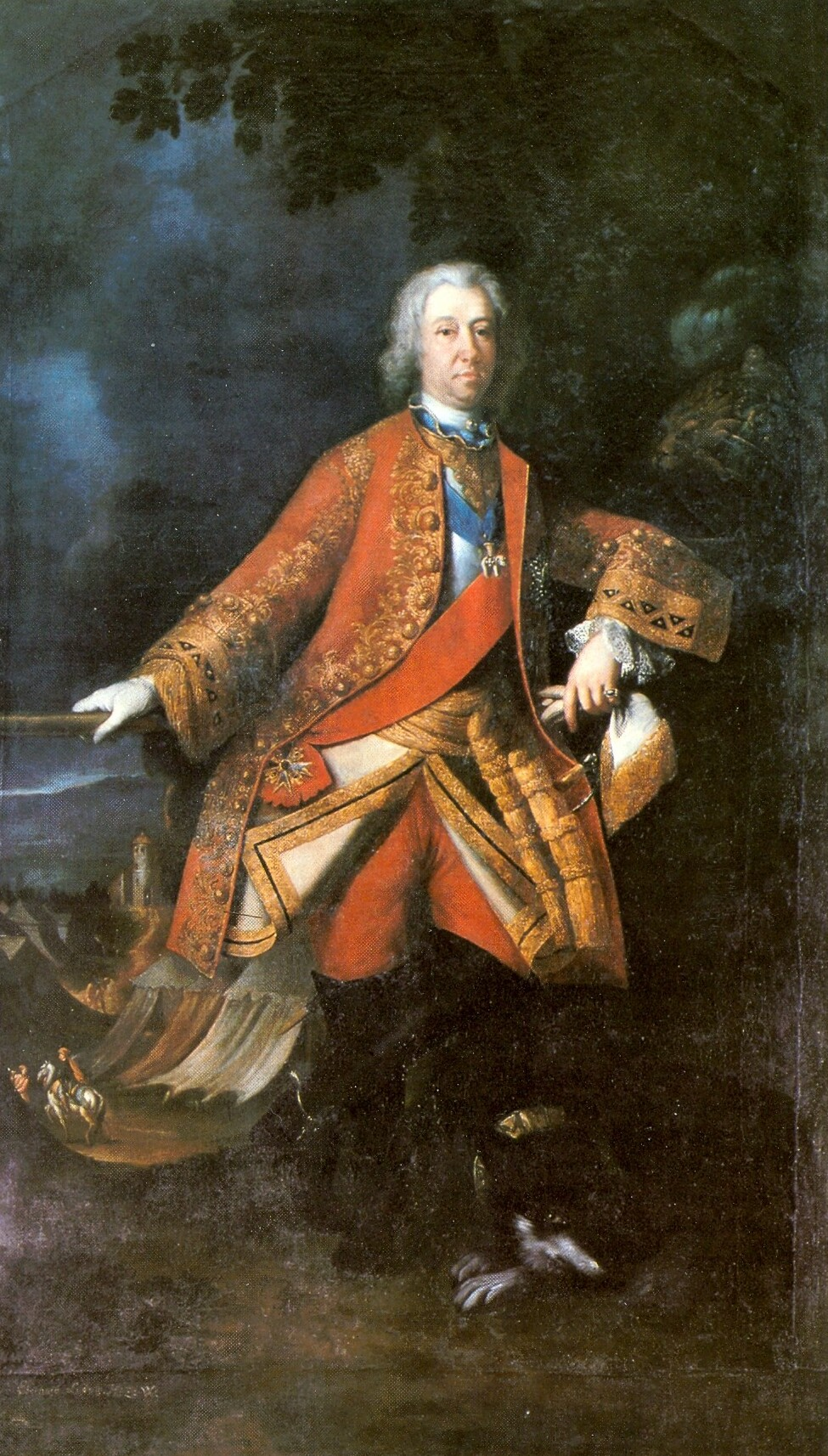
Il duca Eberardo Ludovico di Württemberg.

La zona del Neckar, dove Ludwigsburg sorge, era già abitata nell'età della pietra e in quella del bronzo. In città e nei dintorni sussistono numerosi siti archeologici risalenti alla cultura di Hallstatt. Alla fine del I secolo, l'area venne occupata dai Romani, che spinsero a oriente il confine del Limes germanico-retico verso l'anno 150. Controllarono la regione fino a circa il 260, quando gli Alemanni occuparono l'area del Neckar. Ancor oggi si trovano testimonianze e ritrovamenti degli Alemanni in questi luoghi.
Le origini della città, tuttavia, risalgono solo all'inizio del XVIII secolo, quando il duca Eberardo Ludovico di Württemberg, influenzato dal modello francese della reggia di Versailles, che scoprì durante la sua visita a Luigi XIV di Francia poco prima del 1700, decise di trasformare il Württemberg in uno stato assolutista. Nel 1704, incominciò la fondazione del Castello di Ludwigsburg e, per salvare le casse dello stato, promise a coloro che avrebbero collaborato alla costruzione dell'edificio di abitare nelle vicinanze del palazzo senza pagare le tasse per 15 anni. Il provvedimento determinò il rapido sviluppo della città intorno alla nuova residenza già dal 1709. Il 3 aprile 1718 il sito venne ufficialmente battezzato come Ludwigsburg, dal nome del duca, quando ricevette la Carta civica.
Negli anni tra il 1730 e il 1800, la residenza ducale venne più volte spostata fra Ludwigsburg e Stoccarda. Nel 1758 il duca Carlo II fondò la Fabbrica ducale di porcellane di Ludwigsburg. Nel 1800 il Württemberg venne occupato dalla Francia di Napoleone, con il quale la casa ducale stipulò una solida alleanza, tanto che nel 1806 Federico I di Württemberg venne eretto a Re del Württemberg. Nel 1812 l'armata del Württemberg partecipò in primis alla campagna di Russia napoleonica e 15.800 soldati partirono proprio da Ludwigsburg.
Nel 1921 Ludwigsburg divenne la maggior guarnigione della Germania sud-occidentale e nel 1938 venne elevata a capoluogo del circondario omonimo. Nel 1945 Ludwigsburg venne nominata Kreisstadt, Città circondariale e il primo aprile del 1956, quando il codice municipale del Baden-Württemberg divenne effettivo, venne elevata a grande città circondariale. Nel 1956 la sua tradizione come città di guarnigione venne confermata come base del Bundeswehr.

## Monumenti e luoghi d'interesse
- Castello di Ludwigsburg. È il massimo monumento cittadino, grande reggia residenziale dei duchi del Württemberg, uno dei massimi esempi dell'Architettura barocca della regione. Venne iniziato nel 1704 per volere del duca Eberardo Ludovico di Württemberg, su progetto di Johann Friedrich Nette. Nel 1714 successe alla direzione dei lavori Donato Giuseppe Frisoni e nel 1719 Paolo Retti che realizzò il progetto definitivo. I sontuosi interni rococò sono del francese Philippe de la Guépière. Il palazzo venne terminato sotto il re Federico I tra il 1797 e il 1806. Intorno al castello è il parco, di cui le parti sud e nord conservano l'aspetto barocco alla francese, mentre la parte orientale è all'inglese.
- Schloss Favorite. Sorge nel parco del Castello, verso nord. Venne costruito fra il 1717 e il 1723 su progetto di Donato Giuseppe Frisoni
- Marktplatz. La centrale Piazza del Mercato, quadrangolare, vede fronteggiarsi su due lati opposti le maggiori chiese barocche cittadine: a ovest la Stadtkirche, evangelica, dalla facciata fiancheggiata da due torri, eretta nel 1718-26 da Donato Giuseppe Frisoni; e a est la Chiesa della Trinità del 1727-32.
- Castello di Monrepos (Schloss Monrepos). È un altro bell'edificio barocco che sorge in un parco a bordo lago in un sobborgo a nord-ovest. Venne costruito in stile francese fra il 1764 e il 1768 da Philippe de La Guêpière nel luogo già utilizzato fin dal XVI secolo come possedimento ducale di caccia.

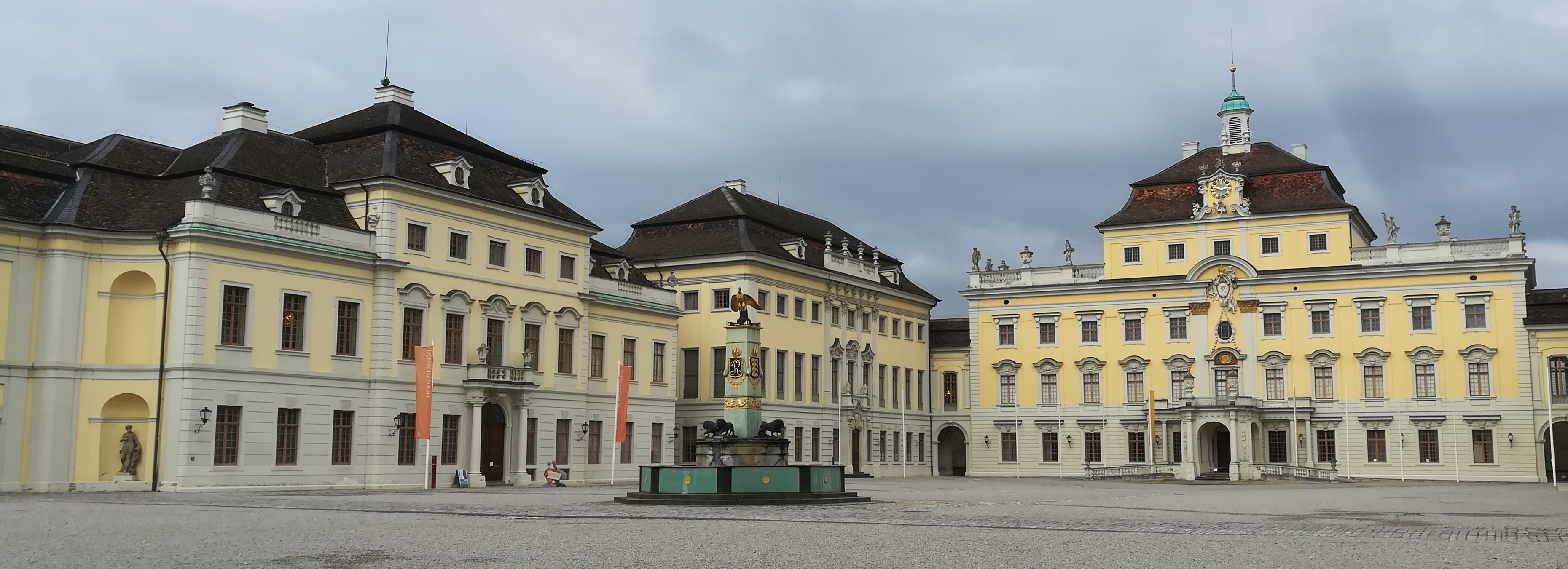
Il Castello di Ludwigsburg.
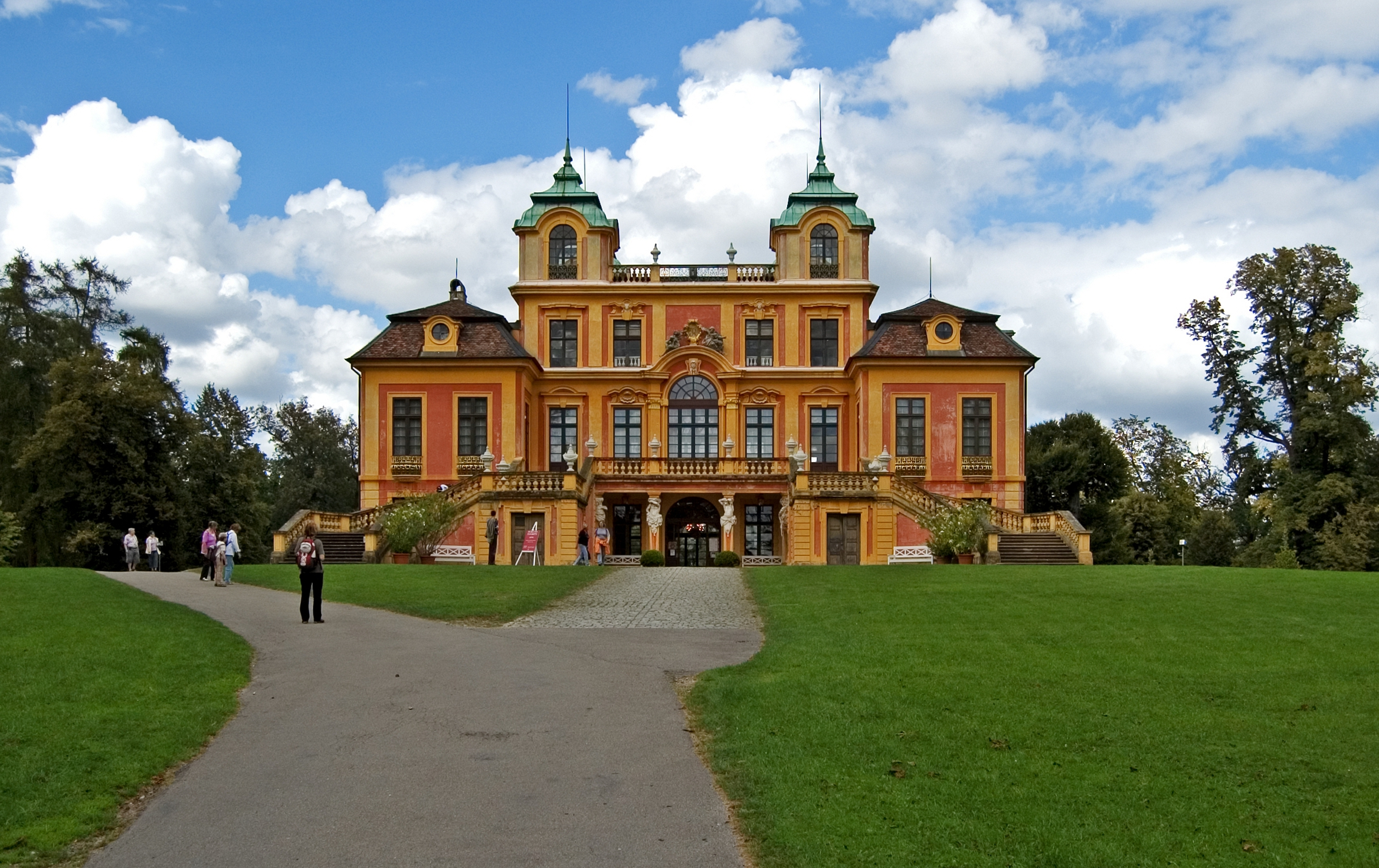
Schloss Favorite
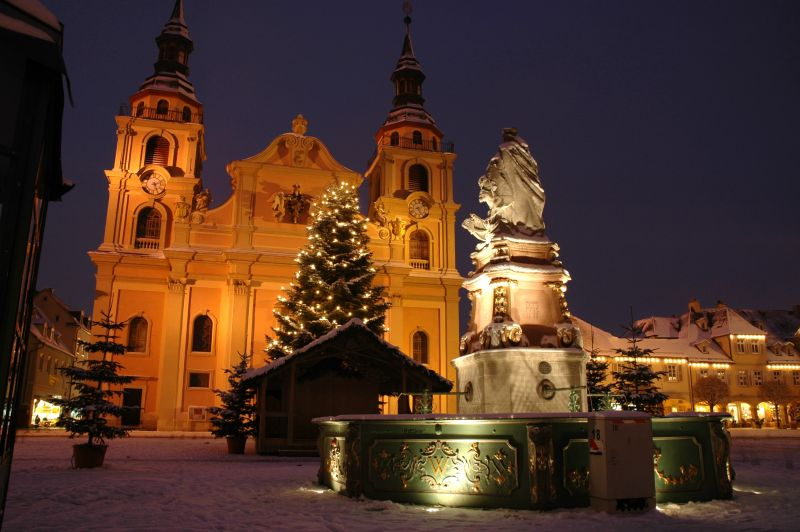
Marktplatz
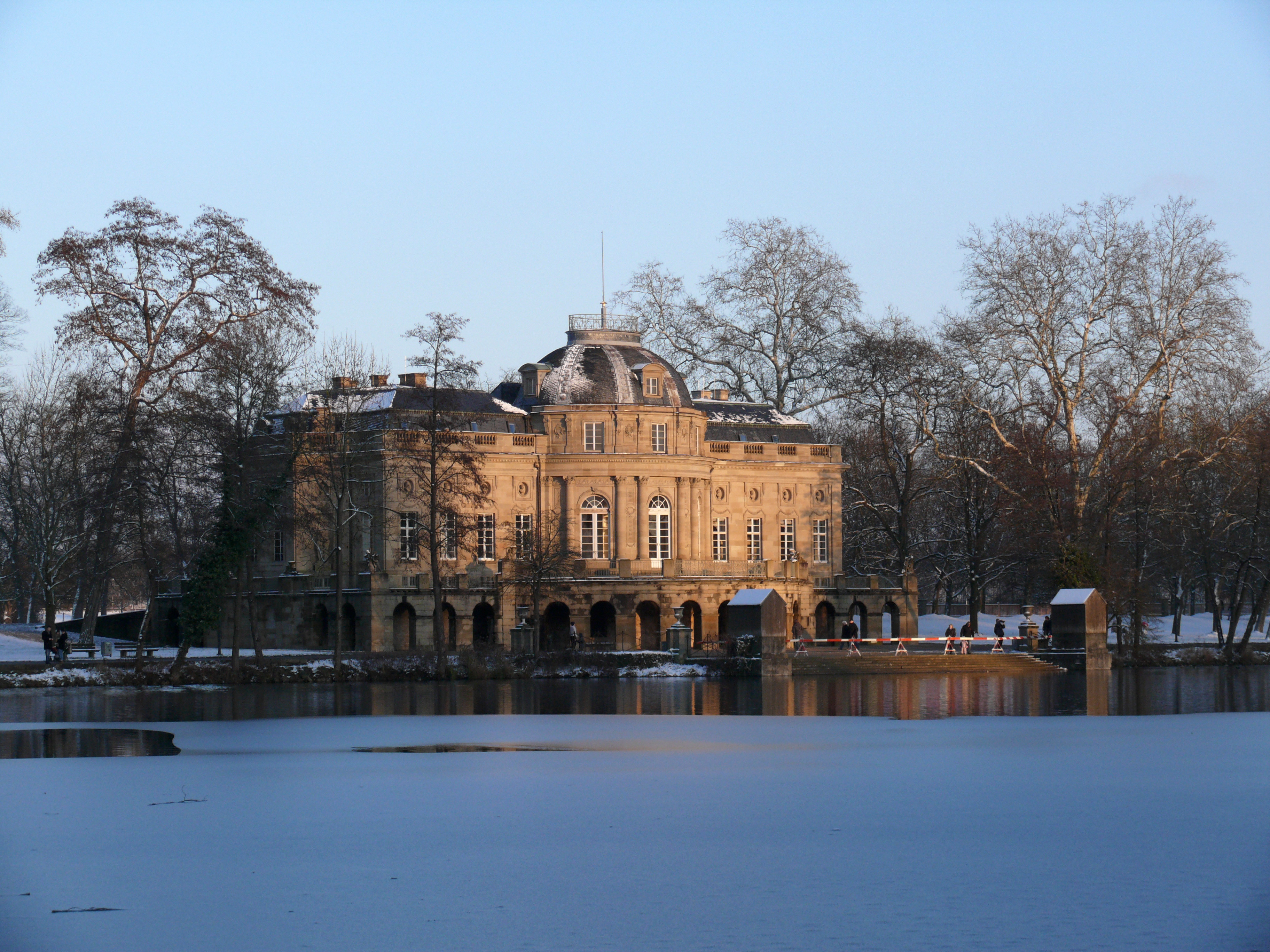
Schloss Monrepos

## Amministrazione

### Gemellaggi
- Montbéliard, dal 1950
- Caerphilly, dal 1960
- Eupatoria, dal 1990
- Saint Charles, dal 1995
- Nový Jičín, dal 2012
- Bergamo, dal 2022[4]